# Hieracium decurrentidens
Hieracium decurrentidens es una especie de planta con flor del género Hieracium, de la familia Asteraceae, orden Asterales.

## Distribución
Hieracium decurrentidens se distribuye por Finlandia, Suecia y Noruega.

## Taxonomía
Fue descrita científicamente por Dahlst. Fue publicada en Svensk Bot. Tidskr.